# Niponius punjabensis
Niponius punjabensis är en skalbaggsart som beskrevs av Gardner 1926. Niponius punjabensis ingår i släktet Niponius och familjen stumpbaggar. Inga underarter finns listade i Catalogue of Life.